# Pajunen (sjö)
Iso-Pajunen eller Suuri-Pajunen eller Pajunen är en sjö i Finland. Den ligger i kommunen Kuopio i landskapet Norra Savolax, i den centrala delen av landet, 400 km norr om huvudstaden Helsingfors. Iso-Pajunen ligger 127,8 meter över havet. Arean är 58,9 hektar och strandlinjen är 4,46 kilometer lång. Sjön  ingår i Vuoksens huvudavrinningsområde.   I omgivningarna runt Iso-Pajunen växer i huvudsak blandskog.